# لیلی فرانکی
لیلی فرانکی (انگلیسی: Lily Franky؛ زادهٔ ۴ نوامبر ۱۹۶۳) هنرپیشه و موسیقی‌دان اهل ژاپن است. از فیلم‌هایی که وی در آن نقش داشته است، می‌توان به آخرالزمان یاکوزا و خواهر کوچک ما اشاره کرد.